# 陈留公主 (唐朝)
陈留公主（?—?），唐朝公主，是中国唐朝第十一代皇帝唐宪宗李纯的十八个女儿之一。她的生母不详，史书仅仅记载了她的封号陈留公主、陈留公主嫁给了太子谕德裴损。